# Ислер, Алан
Алан Ислер (англ. Alan D. Isler; 12 сентября 1934, Лондон — 29 марта 2010, Нью-Йорк, Нью-Йорк) — американский писатель.

## Биография
Родился в Лондоне в 1934 году. В возрасте 18 лет эмигрировал в Соединенные Штаты. Служил в армии США с 1954 по 1956 год. Получил докторскую степень по английской литературе в Колумбийском университете и преподавал литературу ренессанса в Квинс-колледже, с 1967 по 1995 год. Затем снова вернулся на родину. Получил Еврейскую ежеквартальную литературную премию и премию Дж. К. Уингейта за свой первый роман «Принц Вест-Эндский», который также стал финалистом премии кинокритиков.
Он также является автором: Kraven Images (1996), «Любитель бекона» также известный как «Op.Non.Cit.» (1999), «Канцелярские ошибки» (2002) и «Живое доказательство» (2005). Его тексты, известные своим остроумием и интеллектуальностью в духе В. В. Набокова, были переведены более чем на двенадцать языков мира.
Алан Ислер был женат на докторе Эллен Ислер. У него было четверо детей и двое приёмных детей.
Умер 29 марта 2010 года после продолжительной болезни.

## Работа над романом «Принц Вест-Эндский»
Алан Ислер начал писать свой первый роман для собственного удовольствия. «Я предпринял это с таким же удовольствием, что наркоман кроссвордов берет трудный кроссворд», — сказал Ислер в интервью Regency Hotel на Манхэттене, — «Я был любителем. Я писал только научные статьи. У меня не было намерения опубликовать книгу». Друзья, которые читали отдельные главы романа, вдохновили автора, и он закончил работу. Спустя 10 лет после окончания книги, в 1994 году, незадолго до того, как Ислеру исполнилось 60 лет, был опубликован его первый роман «Принц Вест-Энд-авеню».
Алан Ислер отмечал, что был очень доволен своей новой карьерой. В то же время писатель говорил о том, что он не чувствовал себя обязанным писать: «Я не очень дисциплинированный человек. Я не чувствую, что я должен быть за компьютером в восемь утра».
В 1996 году роман выиграл еврейскую книжную премию и стал финалистом Национальной премии кинокритики. Он также был переведён на семь языков и занял 6-е место в Bestenliste от Suddeutscher Zeitung, списке бестселлеров в Германии, где издатель Dtv Verlagsgesellschaft приобрёл права в мягкой обложке примерно за 100 тыс. долларов.

## Работы
Романы
- 1996 — «Принц Вест-Эндский» (англ. «The Prince of West End Avenue»)
- 1997 — The Bacon Fancier (Op. Non. Cit.)
- 1997 — Kraven Images
- 2001 — Жизнь и искушения отца Мюзика (англ. Clerical Errors)
- 2005 — The Living Proof

Статьи
- 1968 — Allegory of the Hero and Sidney’s Two "Arcadias[6]
- 1968 — Heroic Poetry and Sidney’s Two "Arcadias[7]
- 1968 — Moral Philosophy and the Family in Sidney’s "Arcadia[8]
- 1971 — Falstaff’s Heroic Sherris[9]

## Увлечение фотографией
Адам Ислер в своём блоге пишет о том, что его отец с матерью много путешествовали и снимали всё на плёнку. Алан Ислер использовал камеру марки «Фогтлендер». Его объектив запечатлел Германию, Швейцарию, США. У сына сохранилось 300 слайдов Kodachrome, в основном с середины до конца 1950-х годов, некоторые из которых были сделаны ещё в 1964 году. Большая часть снимков была сделана в Бамберге, городе, где Алан Ислер поселился в квартире с женой, где они были с лета 1955 года по лето 1956 года, а между ними были поездки в Англию, Швейцарию и в Германию.